# (500487) 2012 TL256
(500487) 2012 TL256 es un asteroide perteneciente al cinturón de asteroides, descubierto el 26 de marzo de 1995 por el equipo del Spacewatch desde el Observatorio Nacional de Kitt Peak, Arizona, Estados Unidos.

## Designación y nombre
Designado provisionalmente como 2012 TL256.

## Características orbitales
2012 TL256 está situado a una distancia media del Sol de 2,888 ua, pudiendo alejarse hasta 2,999 ua y acercarse hasta 2,777 ua. Su excentricidad es 0,038 y la inclinación orbital 12,18 grados. Emplea 1792,84 días en completar una órbita alrededor del Sol.

## Características físicas
La magnitud absoluta de 2012 TL256 es 16,5. 